# Litsea fulva
Litsea fulva är en lagerväxtart som först beskrevs av Carl Ludwig von Blume, och fick sitt nu gällande namn av Emilio Huguet del Villar y Serrataco. Litsea fulva ingår i släktet Litsea och familjen lagerväxter. Utöver nominatformen finns också underarten L. f. corneri.